# رولف اولسون
رولف اولسون (بالسويدية: Rolf Olsson)‏ هو سياسي سويدي، ولد في 1949، وتوفي في 2007. حزبياً، نشط في حزب اليسار. وقد انتخب عضو البرلمان السويدي ‏ عن دائرة Gothenburg Municipality (Riksdag constituency) ‏ (6 فبراير 2003 – 2 أكتوبر 2006) وانتخب عضو البرلمان السويدي ‏ عن دائرة Gothenburg Municipality (Riksdag constituency) ‏ (5 أكتوبر 1998 – 30 سبتمبر 2002).